# Alex Gregory
Alex Gregory (Cheltenham, 11 marzo 1984) è un canottiere britannico, vincitore della medaglia d'oro nel 4 senza a Londra 2012 e Rio de Janeiro 2016.

## Palmarès
- Giochi olimpici

Londra 2012: oro nel 4 senza.
Rio de Janeiro 2016: oro nel 4 senza.
- Mondiali

Poznań 2009: oro nel 4 senza.
Bled 2011: oro nel 4 senza.
Chungju 2013: oro nell'8.
Amsterdam 2014: oro nell'8.
Aiguebelette-le-Lac 2015: oro nell'8.